# 瀕危語言振興協會
瀕危語言振興協會（Living Tongues Institute for Endangered Languages）是一總部位於美國俄勒岡州塞勒姆、以科學方法記錄瀕危語言之組織，並協助社區維護和振興其民族語言的知識。該研究所是由兩位語言學家格雷戈里·大衛·謝爾頓·安德森、及K·大偉·哈里森博士所主持。
一項研究計劃涉及培訓原住民青年，從他們不是社區傳統語母語使用者的角度、來錄音及記錄他們的長輩的語言語音，以提升這些語言語音文件的質量及能在母語使用者之間「打造出驕傲」（build pride）。

## 計劃
- 語言計劃

## 外部連結
- Living Tongues Institute （页面存档备份，存于） (official website)
- Enduring Voices Project: Endangered Languages Facts, Photos, Map from the National Geographic Society

44°53′13″N 123°01′59″W / 44.886976°N 123.032987°W